# ماهی آفتابی
ماهی آفتابی (نام علمی: Zenion) نام یک سرده از تیره آفتاب‌ماهیان است.